# Ivan Raimi
Ivan Raimi (Royal Oak (Michigan), 1956) is een Amerikaanse scenarioschrijver en osteopathiedokter.
Raimi, de derde uit een gezin van vijf kinderen, werd geboren in Royal Oak in Michigan als de zoon van Celia Barbara, eigenaresse van een lingeriewinkelketen, en Leonard Ronald Raimi. Raimi werd conservatief-Joods opgevoed.
Raimi studeerde af aan Michigan State University. In de jaren 90 werd hij bekend als scenarioschrijver. In 1992 schreef hij het vervolg op de horrorfilms The Evil Dead en Evil Dead II, namelijk Army of Darkness. De film werd goed ontvangen. Daarna werkte Raimi nog regelmatig samen met zijn broer Sam Raimi, zo schreef hij samen met hem Darkman, Spider-Man 3 en Drag Me to Hell. In alle drie de films speelde ook zijn andere broer, Ted Raimi. Zelfstandig bedacht hij de kortlopende televisieserie Spy Game.
De reden dat Raimi's filmcarrière tot nu toe nooit erg van de grond is gekomen is dat hij actief is in de medische wereld als "dokter in de osteopathie", een alternatieve geneeswijze.
- Bibliothèque nationale de France: cb14130619k (data)
- Gemeinsame Normdatei: 139516255
- International Standard Name Identifier: 0000 0000 7840 8218
- Library of Congress Control Number: n2006059168
- SNAC: w63r104h
- Système universitaire de documentation: 118173111
- Virtual International Authority File: 59291977
- WorldCat: E39PBJfrMy9xRDh4Bw9wXKCqQq